# 羽村市
羽村市（日语：／ Hamura shi */?）是位于東京都西北部，多摩地方西部的城市。市區面積9.91平方公里（東京都內第三小，全日本第七小），為東京都內人口最少的城市。于1991年（平成3年）11月1日其開始施行市制。

## 地理
位於多摩川中上流左岸（部分在右岸）。西與北接青梅市，東臨西多摩郡瑞穗町，南連福生市、秋留野市。依據平成22年國勢調査，往青梅市的通勤率為12.4%。
經濟上，西北部小作地區與青梅市關係密切，西南部羽（はね）地區與福生市連結較深。玉川上水開鑿時在羽村建造取水堰。近代以後，本地是以養蠶為主的農村，高度經濟成長期以後，汽車工廠入駐、建設等使得人口逐漸增加，成為東京的臥城。
面積
面積9.91平方公里。是日本全國第七小的市，在東京都中則次於狛江市、國立市。
鄰接自治體
- 東 - 西多摩郡瑞穗町
- 西・北 - 青梅市
- 南 - 福生市、秋留野市

## 歷史
多摩川河岸段丘上有許多考古遺跡，市域則有繩文時代中期的山根坂上遺跡等中期聚落遺跡。
律令制下屬武藏國多摩郡，中世前期屬於三田氏支配的杣保長淵鄉。戰國時代為後北條氏的勢力範圍。
近世，本市大半以耕種旱田為主。永安2年（1653年）開鑿玉川上水，本地開始進行開發。

### 年表
- 1889年（明治22年）4月1日 - 町村制施行，羽村（はねむら）、五之神村、川崎村合併成立神奈川縣西多摩郡西多摩村。[1][2]

- 1893年（明治26年）4月1日 - 為東京府西多摩郡西多摩村。
- 1894年（明治27年）11月19日 - 青梅鐵道（現在青梅線）通車。
- 1956年（昭和31年）10月1日 - 西多摩村町制施行，為西多摩郡羽村町（はむらまち）。
- 1991年（平成3年）11月1日 - 羽村町施行市制，為羽村市。

### 變遷表
|  | 羽村     | 西多摩村 | 昭和31年10月1日 施行町制改稱羽村町 | 平成3年11月1日 市制 | 羽村市 |
|  | 五之神村 | 西多摩村 | 昭和31年10月1日 施行町制改稱羽村町 | 平成3年11月1日 市制 | 羽村市 |
|  | 川崎村   | 西多摩村 | 昭和31年10月1日 施行町制改稱羽村町 | 平成3年11月1日 市制 | 羽村市 |

## 人口
| 羽村市人口分布圖 |                                               |  |
| 羽村市與日本全國年齡別人口分布比較圖 （2005年資料） | 羽村市的年齡、男女別人口分布圖 （2005年資料） |  |
| ■紫色是羽村市 ■綠色是全国 | ■藍色是男性 ■紅色是女性                       |  |
| 羽村市人口變化 \| 1970年 \| 22,783人 \| \| \| 1975年 \| 33,129人 \| \| \| 1980年 \| 42,017人 \| \| \| 1985年 \| 47,203人 \| \| \| 1990年 \| 52,103人 \| \| \| 1995年 \| 55,095人 \| \| \| 2000年 \| 56,013人 \| \| \| 2005年 \| 56,514人 \| \| \| 2010年 \| 57,032人 \| \| \| 2015年 \| 55,833人 \| \| \| 2020年 \| 54,326人 \| \| |                                               |  |
| 資料來源：日本總務省統計中心提供之人口普查數據 |                                               |  |
| 1970年 | 22,783人                                      |  |
| 1975年 | 33,129人                                      |  |
| 1980年 | 42,017人                                      |  |
| 1985年 | 47,203人                                      |  |
| 1990年 | 52,103人                                      |  |
| 1995年 | 55,095人                                      |  |
| 2000年 | 56,013人                                      |  |
| 2005年 | 56,514人                                      |  |
| 2010年 | 57,032人                                      |  |
| 2015年 | 55,833人                                      |  |
| 2020年 | 54,326人                                      |  |

### 日夜間人口
2005年夜間人口（居住者）為56,452人，區外通勤者與通學生、居住者在內的區內日間人口為55,966人，是夜間的0.991倍。

## 市政

### 市長
- 並木心（なみき しん、4期目、任期期滿：2017年4月25日）

### 市議會
- 議長：石居尚郎（いしい ひさお、選出日：2015年5月19日）
- 議員席次：18人（任期期滿：2019年4月30日）

| 黨派                                                     | 席次 |
| 新政會                                                   | 4    |
| 公明黨                                                   | 4    |
| 民主黨                                                   | 2    |
| 日本共產黨                                               | 2    |
| 新風（新しい風）                                         | 2    |
| 市民網路「活力廣場」（市民ネットワーク「いきいき広場」） | 1    |
| 羽村21                                                   | 1    |
| REFRESH羽村（リフレッシュ羽村）                          | 1    |
| 世論                                                     | 1    |

## 國政、都政

### 國政
本市在日本眾議院選舉區中屬東京都第25區（青梅市、福生市、羽村市、秋留野市、西多摩郡）。
- 2014年12月（第47屆日本眾議院議員總選舉）
  - 井上信治（日语：井上信治）（自由民主黨）

### 都政
本市在東京都議會選舉區中屬西多摩選舉區（福生市、羽村市、秋留野市、西多摩郡）。
- 2013年6月
  - 林田武（自由民主黨）
  - 島田幸成（民主黨）

## 警察、消防

### 警察
警視廳
- 福生警察署（日语：福生警察署）
  - 羽村站前交番（羽東）
  - 小作站前交番（小作台）
  - 神明台交番（神明台）
  - 羽駐在所（羽中）
  - 羽村西駐在所（羽加美）
  - 五之神駐在所（五之神）

### 消防
東京消防廳
- 福生消防署（日语：福生消防署）
  - 羽村出張所

## 其他政府機構
- 羽村市役所羽村市水道事務所

## 經濟

### 產業
工業
- 卡西歐羽村技術中心
- 三和電氣計器（日语：三和電気計器）羽村工場
- 日野自動車羽村工場
- ODELIC（日语：オーデリック）羽村工場
- ASKA製藥（日语：あすか製薬）西東京事業所

商業
- 西友羽村店
- WORKMAN（日语：ワークマン）羽村店
- 北村Camera（日语：カメラのキタムラ）東京·羽村店
- Super Autobacs（日语：オートバックスセブン）羽村店
- OFF HOUSE（日语：ハードオフコーポレーション）羽村店
- Victoria（日语：ゼビオ）羽村店
- 忠實屋（日语：忠実屋）
- PLAZA INN（プラザイン）羽村

農業
- JA西多摩羽村市農產物直銷所（JAにしたま羽村市農産物直売所）

## 姐妹都市
- 北杜市（山梨縣）
  - 1996年（平成8年）10月1日，與舊高根町（日语：高根町）締結姐妹都市

## 教育
小學校（市立）
- 羽村東小學校
- 羽村西小學校
- 富士見小學校
- 榮小學校
- 松林小學校（日语：羽村市立松林小学校）
- 小作台小學校
- 武藏野小學校

中學校（市立）
- 羽村第一中學校
- 羽村第二中學校
- 羽村第三中學校

高等學校
- 東京都立羽村高等學校（日语：東京都立羽村高等学校）

特別支援學校
- 東京都立羽村特別支援學校（日语：東京都立羽村特別支援学校）

## 文化設施
- 生涯學習中心ゆとろぎ

## 體育設施
- 羽村市運動中心
- 羽村市游泳中心

## 其他設施
- 西多摩自動車學校
- 羽村市富士見齋場
- 羽村市清潔中心
- 堰下回收廣場
- 美軍橫田基地 - 部分屬羽村市[4]。

## 醫療設施
- 西多摩醫院
- 羽村三慶醫院

## 交通
與相鄰的青梅市、福生市之間有鐵道連結。但與同樣相鄰的秋留野市、瑞穗町之間則沒有軌道運輸連結。

### 鐵路
東日本旅客鐵道（JR東日本）
- 青梅線：羽村站 - 小作站

八高線雖通過市內東南角但未設站。

### 巴士
市內有羽村市社區巴士「はむらん」。
小作站可搭乘西東京巴士前往青梅、秋留野野、福生等地。
羽村站可搭乘立川巴士往箱根崎站與瑞穗町方向，前往榮町與青梅市新町9丁目方向則可搭乘西東京巴士。

### 道路
市西北端有圈央道通過，但未設交流道。市東部有國道16號（位於橫田基地內，未與市內其他道路連接）通過。都道立川青梅線（奧多摩街道）與都道福生青梅線（產業道路）南北貫穿市域，都道羽村瑞穗線（羽村街道）與都道秋留野羽村線東西貫穿市域。
國道
- 國道16號
- 國道468號（圈央道）

主要地方道
- 東京都道29號立川青梅線（日语：東京都道29号立川青梅線）（奥多摩街道・新奥多摩街道）

一般都道
- 東京都道163號羽村瑞穂線（日语：東京都道163号羽村瑞穂線）（羽村街道）
- 東京都道166號瑞穗秋留野八王子線（日语：東京都道166号瑞穂あきる野八王子線）
- 東京都道167號羽村停車場線（日语：東京都道167号羽村停車場線）
- 東京都道249號福生青梅線（日语：東京都道249号福生青梅線）（產業道路）
- 東京都道250號秋留野羽村線（日语：東京都道250号あきる野羽村線）

## 名勝、古蹟、觀光地、祭典、活動
名勝、古蹟
- 羽村取水堰（日语：羽村取水堰）（玉川上水）（多摩川取水口） - 開鑿上水的玉川兄弟（日语：玉川兄弟）雕像。
- 羽村市鄉郷土博物館  - 「羽村民家（舊下田家住宅）與生活用具」被指定為國家重要有形民俗文化財（日语：重要有形民俗文化財）
- 蝸殼井（日语：まいまいず井戸） - 東京都指定史蹟
- 羽村橋櫸木 - 東京都指定天然紀念物
- 舊鎌倉街道

休閒設施
- 羽村市動物公園（日语：羽村市動物公園）
- Fresh Land西多摩（フレッシュランド西多摩）
- 羽村市水上公園

祭典、活動
- 歲德燒（どんど焼き）（1月中旬）
- 活力市「達摩市」（1月上旬）
- 羽村花與水祭「櫻花祭」（3月中旬 - 4月中旬）
- 羽村花與水祭「鬱金香祭」（4月上旬 - 4月下旬）
- 春祭（4月第2個周六日）
- 活力市「牽牛花·鬼燈市」（7月上旬）
- 羽村夏祭（7月最後一個周六日）
- 羽村故鄉祭（9月最後一個周六日或10月第1個周六日）
- 羽村市產業祭（11月第1個周六日）

## 出身名人
- 工藤靜香 - 歌手
- 登坂廣臣 - 歌手、演員。第三代J Soul Brothers主唱。

「凰羽みらい」宝塚97期星组。2019年以本名「藤本麗華」出场，获得日本小姐绿色女神。

## 外部連結
- 羽村市網站 （页面存档备份，存于）（日語）